# 稲本洋之助
稲本 洋之助（いなもと ようのすけ、1935年 - 2018年6月1日）は、日本の法学者。専門は民法。野田良之門下。東京大学名誉教授。弁護士。
東京生まれ。
　学部生時代のゼミの指導教官は稲本が所属していたセツルメント法相部の指導教授でもあった来栖三郎。来栖は社会科学研究所への進路を稲本に勧めはしなかったが、セツルメントにおいて漁業権と関連した難題が生じた際、渡辺洋三・潮見俊隆といった当時の社会科学研究所所属の高名な学者を紹介することで、社会科学研究所助手採用の道筋をつける役割を果たした。
　法社会学者の立場から平成４年の借地借家法改正に伴う定期借地権制度の創設・理論のベースを構築し、定期借地権推進協議会の名誉会長を務めた。

## 略歴
- 1954年 - 東京教育大学附属中学校・高等学校（現・筑波大学附属中学校・高等学校）卒業
- 1958年 - 東京大学法学部卒業、東京大学社会科学研究所助手
- 1966年 - 同（フランス部門）[2]専任講師
- 1967年 - 同助教授
- 1982年 - 同教授
- 1996年 - 東京大学定年退官 同名誉教授・弁護士 明海大学不動産学部教授
- 2005年 - 明海大学退職

この他、公職として農政審議会委員や住宅宅地審議会委員、都市計画中央審議会委員、土地政策審議会委員なども務めた。

## 著書
- 近代相続法の研究 フランスにおけるその歴史的展開 岩波書店 1968 (東京大学社会科学研究所研究叢書)
- 不動産の法律 日本経済新聞社 1971 (日経文庫)
- 現代法律学講座 10  民法 2 物権 青林書院新社 1983.7
- フランスの家族法 東京大学出版会 1985.4 (東京大学社会科学研究所研究叢書）
- 借地制度の再検討 日本評論社 1986.4 (東京大学社会科学研究所研究叢書)

## 共編著
- 相続贈与の法律相談 工藤勇治,牧衛共著 学陽書房 1969 (学陽の法律百科)
- 土地法の基礎 真砂泰輔共編 青林書院新社 1978.6 (基礎法律学大系)
- 現代土地法の研究 渡辺洋三共編 岩波書店 1982-83 (東京大学社会科学研究所研究報告)
- 宅地建物取引六法 法令条文つき解説書　鎌田薫共編 有斐閣 1987.1
- コンメンタール借地借家法 沢野順彦共編 日本評論社 1993.7
- 定期借地住宅の契約実務 事業者・土地所有者・ユーザーのための契約書解説 編著 山岸洋,山野目章夫著 ダイヤモンド社 1995.12
- コンメンタールマンション区分所有法 鎌野邦樹共著 日本評論社 1997.3
- 日本の土地法 歴史と現状 小柳春一郎,周藤利一共著 成文堂 2004.7
- コンメンタール マンション標準管理規約 (コンメンタール マンション区分所有法・別巻) 鎌野邦樹 共編著 日本評論社 2012.2

## 翻訳
- アンヌ=マリ・ブルジョア『現代フランス農業法』農政調査委員会 1970
- 「家」制度研究会『フランス民法典 その原治規定(1804)と現行規定(1971) 第1篇』 1972 (比較家族法資料)
- G.F.Aに関する一資料 フランス農地制度関係資料 フランス農務省 農林省構造改善局農政部農政課 1974
- モニク&ロラン・ヴェイユ著,田端博邦共訳『現代法とマルクス主義 現実と行動における法の役割』大月書店 1974
- 『フランス民法典 家族・相続関係 法務大臣官房司法法制調査部』 1978.3 (法務資料)
- 『フランス民法典 物権・債権関係 法務大臣官房司法法制調査部』 1982.7 (法務資料)
- 『フランス民法典 物権・債権関係』 法曹会 1982.11
- 『フランスの都市計画法典』 土地総合研究所 1997.11
- シィエス著,伊藤洋一・川出良枝・松本英実共訳『第三身分とは何か』2011.2 (岩波文庫)

## 記念論集
- 都市と土地利用 稻本洋之助先生古稀記念論文集刊行委員会 日本評論社 2006.4

## 参考
- 稲本洋之助教授略歴・著作目録「社會科學研究」1996-2